# Patricia Hayes
Patricia Lawlor Hayes (Londres, 22 de diciembre de 1909-Puttenham, Surrey, 19 de septiembre de 1998) fue una actriz británica.

## Biografía
Nacida en Londres, Inglaterra, Hayes estudió en la Sacred Heart School del suburbio de Wandsworth.
Trabajó en muchos espectáculos de humor y en el cine entre 1940 y 1996, con títulos entre los que se incluyen Hancock's Half Hour, The Arthur Askey Show, The Benny Hill Show, Till Death Us Do Part, La historia interminable y A Fish Called Wanda. Hayes también interpretó a Fin Raziel en el film de Ron Howard Willow.
Su interpretación televisiva más famosa fue el papel principal de la producción de 1971 Edna, the Inebriate Woman, por la cual ganó un premio BAFTA. Además, dio la voz a diversos personajes en producciones de marionetas para la televisión y DVD – por ejemplo, 'Gran' (Woodland Animations, 1982). 
Su hijo fue el actor Richard O'Callaghan, nacido de su matrimonio con Valentine Rooke, de quien se divorció. No volvió a casarse. 
Patricia Hayes falleció en septiembre de 1998 en Puttenham, Surrey, por causas naturales. En el año 2002 apareció de manera póstuma en la producción Crimen y Castigo. En el año 2022 apareció también de forma póstuma en forma de recuerdo en la serie Willow (Disney+)

## Papeles televisivos
| Año         | Título                   | Papel            |
| ----------- | ------------------------ | ---------------- |
| 1938        | When We Are Married      | Ruby Birtle      |
| 1957 a 1958 | Educated Evans           | Madre de Joe     |
| 1962 a 1966 | Hugh and I               | Griselda Wormold |
| 1967 a 1969 | The Very Merry Widow     | Katie            |
| 1968 a 1969 | According To Dora        | Varios           |
| 1968 a 1969 | The World Of Beachcomber | Varios           |
| 1971        | The Trouble With Lilian  | Lilian           |
| 1971 a 1972 | The Last Of The Baskets  | Mrs Basket       |
| 1974        | Holiday With Strings     | Azafata          |
| 1980 a 1982 | Spooner's Patch          | Mrs Cantaford    |
| 1981        | Till Death...            | Min Reed         |
| 1983        | Gran                     | Narradora        |
| 1983 a 1984 | The Lady Is A Tramp      | Old Pat          |
| 1985        | Marjorie & Men           | Alice Tripp      |